# التكنولوجيا المساعدة في الرياضة

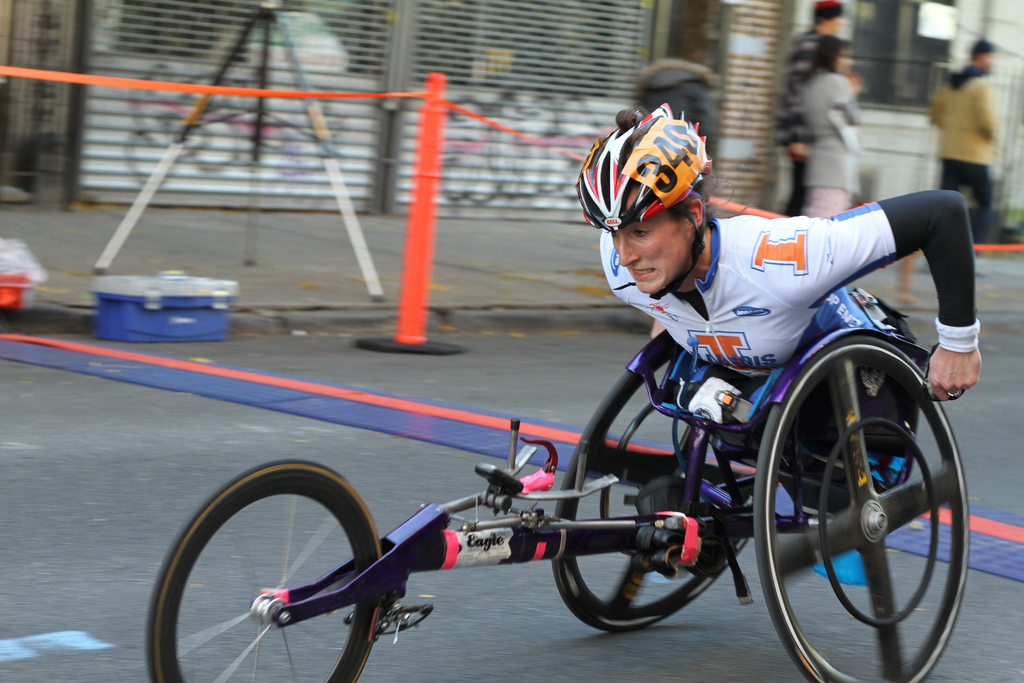
يستخدم أحد المتسابقين في ماراثون مدينة نيويورك كرسيًا متحركًا للسباق.

التكنولوجيا المساعدة في الرياضة (بالإنجليزية: Assistive technology in sport)‏ هي مجال من مجالات تصميم التكنولوجيا يشهد نموًا متزايدًا. التكنولوجيا المساعدة هي مجموعة من الأجهزة الجديدة التي أُنْشِئت لتمكين عشاق الرياضة الذين لديهم إعاقات من المشاركة في اللعب. يمكن استخدام التكنولوجيا المساعدة في الرياضات المخصصة لذوي الاحتياجات الخاصة، حيث تعدل رياضة موجودة لتمكين اللاعبين ذوي الاحتياجات الخاصة من المشاركة؛ أو يمكن استخدامها لابتكار رياضات جديدة تمامًا مع مراعاة الرياضيين ذوي الاحتياجات الخاصة بشكل حصري.
تتطور التكنولوجيا المساعدة، خاصة مع تزايد عدد الأشخاص ذوي الاحتياجات الخاصة الذين يشاركون في الرياضات،  يمكن أن تكون أجهزة التكنولوجيا المساعدة بسيطة أو "قليلة التقنية"، أو قد تستخدم تكنولوجيا متقدمة للغاية، بما في ذلك بعض الأجهزة التي تستخدم الكمبيوتر. يمكن أن تكون التكنولوجيا المساعدة للرياضة بسيطة أو متقدمة أيضًا.  يمكن العثور على التكنولوجيا المساعدة في الرياضات التي تتراوح من الترفيه المجتمعي المحلي إلى الألعاب البارالمبية النخبوية. بمرور الوقت تطورت أجهزة التكنولوجية المساعدة بشكل أكثر تعقيدًا، ونتيجة لذلك، تحولت الرياضات للأشخاص ذوي الاحتجاجات الخاصة "من كونها أداة علاجية سريرية إلى نشاط تنافسي بشكل متزايد". 

## الأجهزة المساعدة
تستطيع الأجهزة المساعدة تمكين ذوي الاحتياجات الخاصة من التمرين والتدريب، بالإضافة إلى تمكينهم من المشاركة في الرياضة. وفيما يلي بعض الأجهزة المساعدة المتاحة حاليًا لمختلف الإعاقات:
- إعاقات الحركة: [4] [2] [5]
  - كراسي متحركة خفيفة الوزن لكرة السلة والتنس والسباقات
  - كراسي متحركة لجميع التضاريس بإطارات وعجلات متينة للتدحرج على الأسطح غير المعبدة، مثل مسارات المشي لمسافات طويلة أو الثلج أو رمال الشاطئ
  - كراسي متحركة كهربائية عالية الأداء لكرة القدم على الكراسي الكهربائية (كرة القدم الكهربائية) والهوكي الكهربائي
  - الدراجات اليدوية ، أو الدراجات المستلقية ، والتي تشبه الدراجات ذات الدواسات والتوجيه باستخدام ذراعي الراكب فقط
  - زلاجات الجلوس عبر البلاد التي تسمح للمتزلجين بالجلوس والدفع على طول المسار مع أطراف تحفر في الثلج
  - الأوزان التي يربطها المستخدمون على معاصمهم بدلاً من الاضطرار إلى حملها باليدين
  - معدات رياضية تسمح للمستخدمين بالبقاء على كرسي متحرك أثناء استخدام أجهزة تمارين الذراع
  - قفازات بأشرطة فيلكرو تساعد المستخدمين على الإمساك بجهاز التمرين إذا لم تكن قبضتهم قوية بما يكفي
  - أشرطة مطاطية أو أنابيب تعمل على تمرين العضلات من خلال المقاومة بدلاً من الوزن
  - الأجهزة الباراموبلية مثل عربات الجولف المتخصصة مع دعم الوقوف تساعد اللاعبين ذوي الإعاقات الحركية
  - تساعد كرات البولينج ذات مقابض اليد لاعبي البولينج الذين يستخدمون أيديهم بشكل محدود
  - تساعد قضبان الصيد ذات اليد الواحدة الصيادين الذين يعانون من محدودية الحركة
- الإعاقات البصرية: [4]
  - كرات لينة تصدر صوت صفير، حتى يتمكن الأشخاص الذين يعانون من مشاكل بصرية من تحديد موقع الكرة لضربها والإمساك بها
  - كرات سلة تحتوي على أجراس داخلها للأشخاص الذين يعانون من ضعف البصر أو عدمه

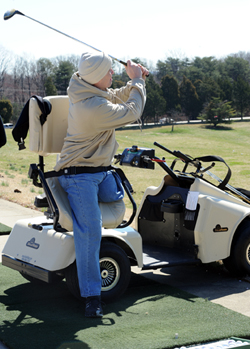
لاعب جولف يعاني من بتر الساق يستخدم عربة جولف متكيفة تحتوي على حزام صدر يساعده في الحفاظ على توازنه أثناء الوقوف على ساق واحدة.
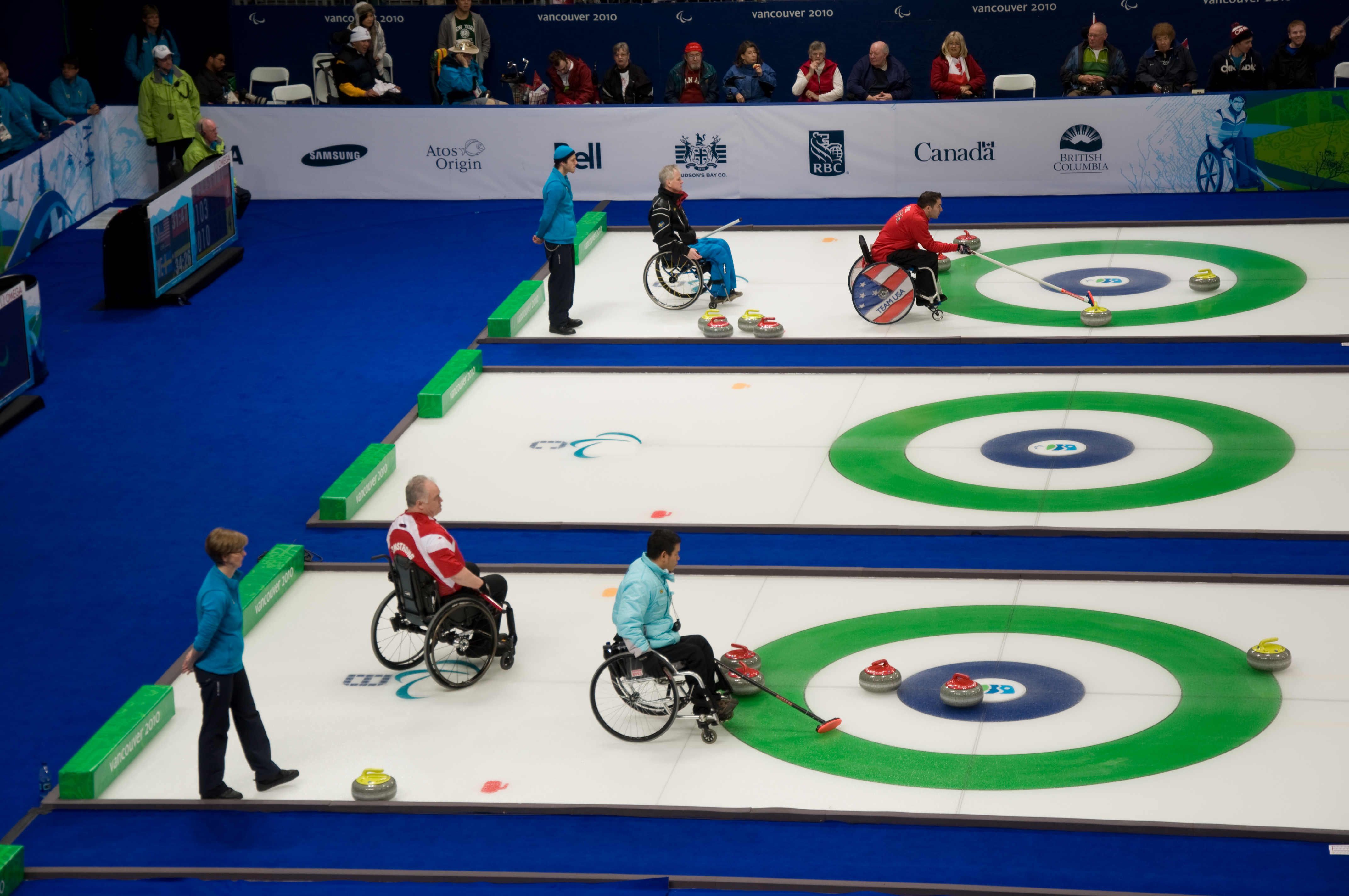
تستخدم رياضة الكيرلنج الكيرلينغ على الكراسي المتحركة عصا طويلة معدلة خصيصًا لإطلاق "الصخرة" على الجليد. هؤلاء اللاعبون كانوا يقومون بتسليم الصخور في دورة الألعاب البارالمبية في فانكوفر 2010.
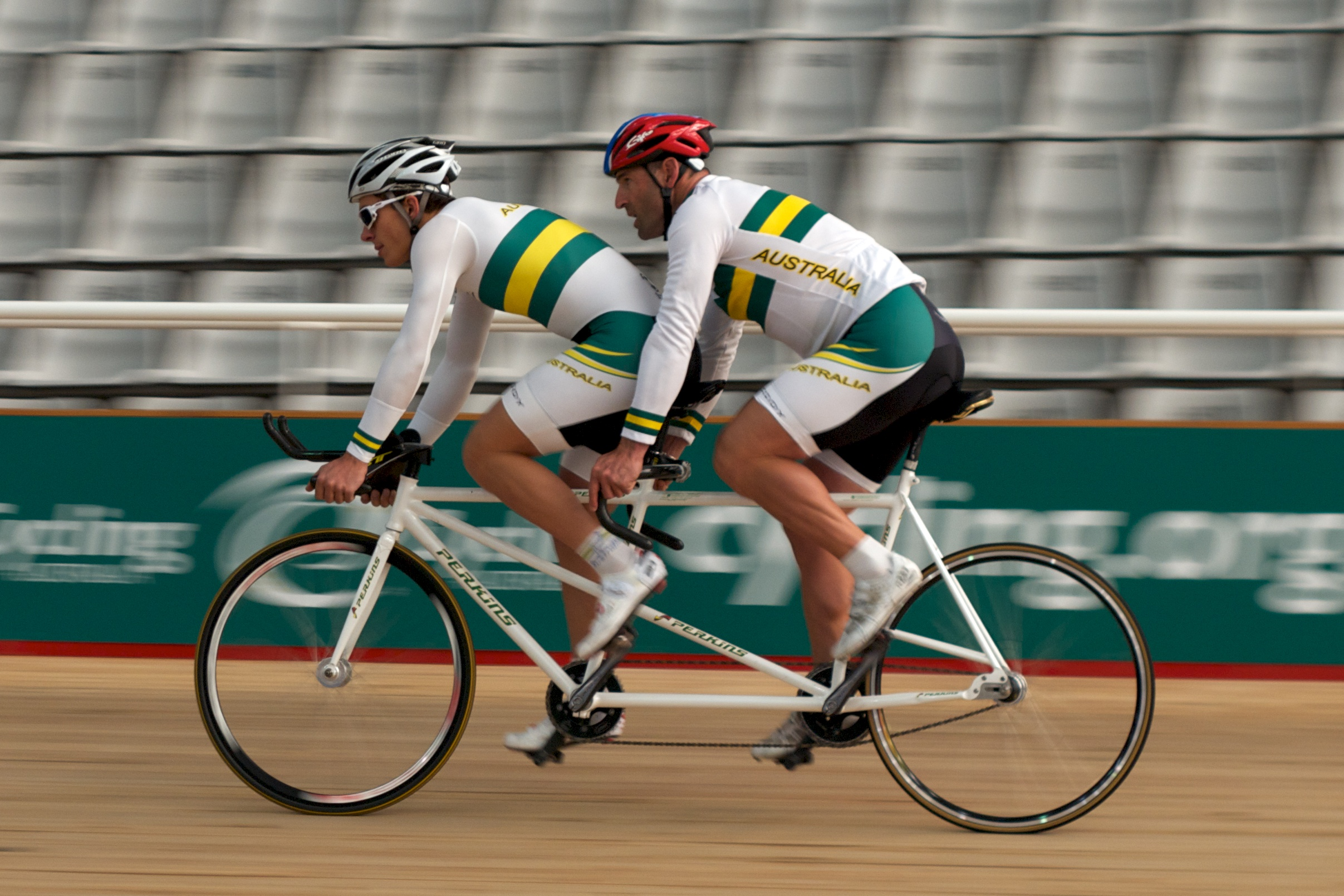
الرياضيون الأستراليون البارالمبيون يستخدمون دراجة سباق ثنائية المقاعد، حيث يركب الدراج المعاق بصريًا في الخلف، بينما يجلس "القائد" المبصر في الأمام.

## الرياضات التي تستخدم التكنولوجيا المساعدة
قد تشمل الرياضات التي تستخدم التكنولوجيا المساعدة ما يلي:
- الصيد والصيد الذي يمكن الوصول إليه
- الإبحار / القوارب / الكاياك القابل للوصول
- الرماية التكيفية
- البولينج التكيفي
- الطيران التكيفي
- الجولف التكيفي
- ركوب الخيل التكيفي / الفروسية
- الغطس التكيفي
- الرماية التكيفية
- التزلج على الجليد والتزلج على الألواح التكيفي
- تنس الطاولة التكيفي
- الرياضات المائية التكيفية
- الرياضات القصوى على الكراسي المتحركة
- الدراجة اليدوية
- كرة القدم الكهربائية
- الرجبي الرباعي
- هوكي الزلاجات، الأرضي، والكهربائي
- كرة السلة على الكراسي المتحركة
- الكيرلينغ على الكراسي المتحركة
- المبارزة على الكراسي المتحركة
- اللاكروس على الكراسي المتحركة
- البلياردو على الكراسي المتحركة
- سباق الكراسي المتحركة والرياضات الميدانية
- البيسبول على الكراسي المتحركة
- السوفتبول على الكراسي المتحركة
- تنس الطاولة على الكراسي المتحركة
- التنس على الكراسي المتحركة
- الكرة الطائرة على الكراسي المتحركة
- رفع الأثقال على الكراسي المتحركة

وقد وصلت العديد من الرياضات المذكورة أعلاه إلى مستوى رياضي دولي نخبوي، حيث أدرجت في دورة الألعاب البارالمبية.

### الرياضات التي تتطلب تكنولوجيا مساعدة
وقد تطورت بعض الألعاب الرياضية بهدف خلق تحدٍ يمكن للاعبين ذوي الإعاقة الاستمتاع به. تتطلب هذه الرياضات تكنولوجيا مساعدة لجميع اللاعبين كجزء من اللعبة. بعض الأمثلة هي: هوكي الزلاجات (السليد)؛ وكرة السلة على الكراسي المتحركة؛ والإبحار التكيفي، باستخدام قوارب مصممة خصيصًا للبحارة ذوي الإعاقة؛ والتزلج الريفي على الثلج باستخدام "كرسي التزلج"؛ وسباقات الدراجة اليدوية.

## تصميم كراسي الرياضة
صممت كراسي الرياضة لتلبية متطلبات الرياضات المحددة. يمكن أيضًا تجهيز الكراسي المتحركة الكهربائية بأجهزة مساعدة تكون تعديلات مؤقتة لمتطلبات الرياضة، مثل لوحة الدفع المرفقة بالكرسي المتحرك الكهربائي لكرة القدم.
تعد الإطارات خفيفة الوزن ضرورية للكراسي المتحركة المستخدمة في الرياضات التي تتطلب حركات حادة وسريعة ودوران عام، مثل التنس وكرة السلة والسباقات.
تعتبر الكراسي ذات الإطارات المعززة والمزودة بحماية من الصدمات ضرورية للرياضات التي تتطلب الاحتكاكات الجسدية، مثل رياضة الرجبي أو كرة السلة على الكراسي المتحركة.

تُصمم كراسي السباق بمقاعد مائلة، وعجلات مائلة لتحسين الاستقرار، وإطار على شكل حرف T مع عجلة ثالثة في المقدمة، مما يسمح بالتحكم الدقيق والتوازن المحسن. ينظر بعض الباحثين في مجال الرياضة إلى الرياضي والكرسي المتحرك باعتبارهما نظام أداء موحد. يمكن تحسين الكراسي من خلال تقييم الكرسي والرياضي بشكل منفصل أو في ظروف الأداء معًا.

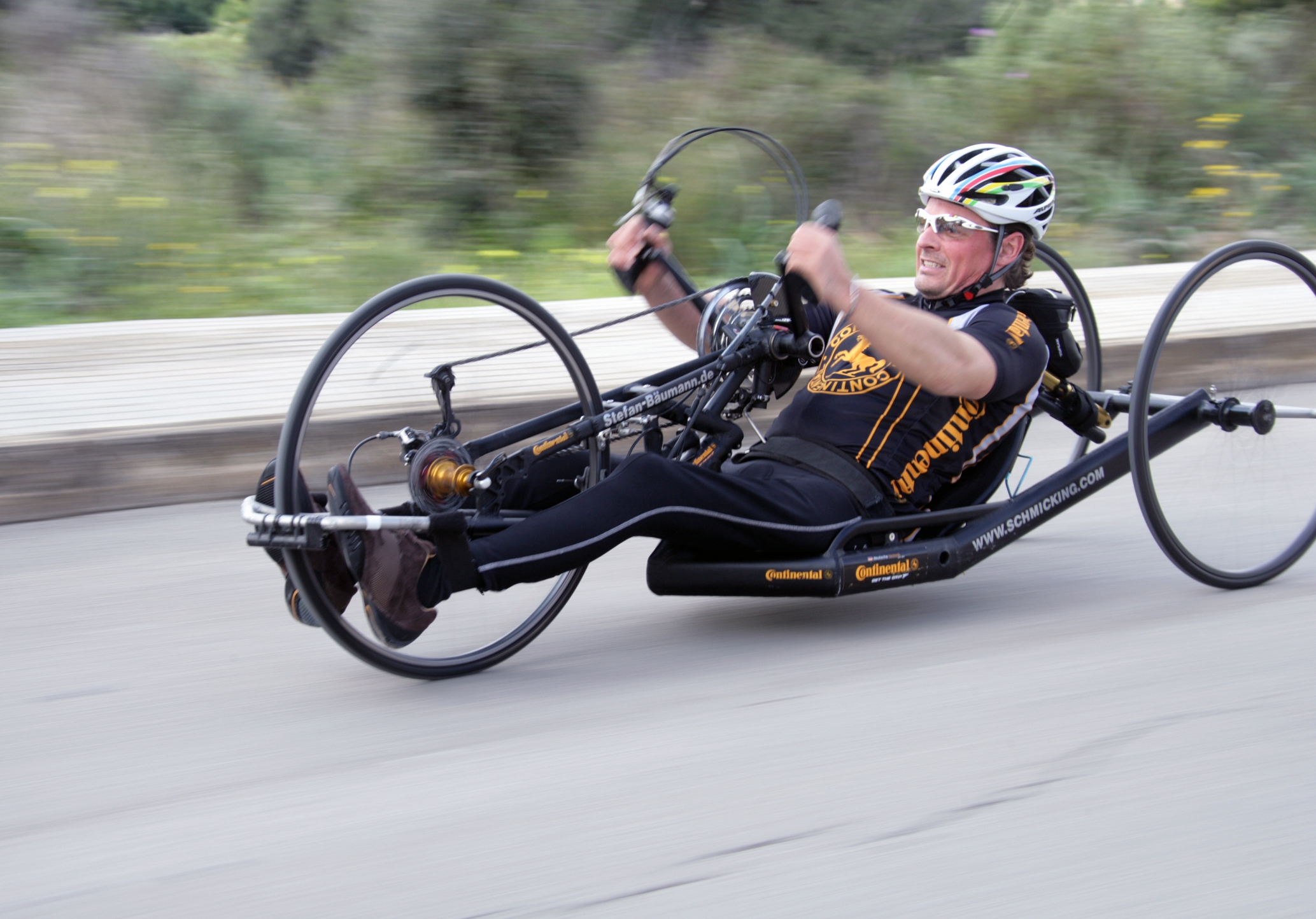
تستخدم دراجة السباق اليدوية المتكئة إطاراً مخصصاً لتقليل المقاومة الهوائية وعجلات رقيقة مخصصة لسباقات الطرق.
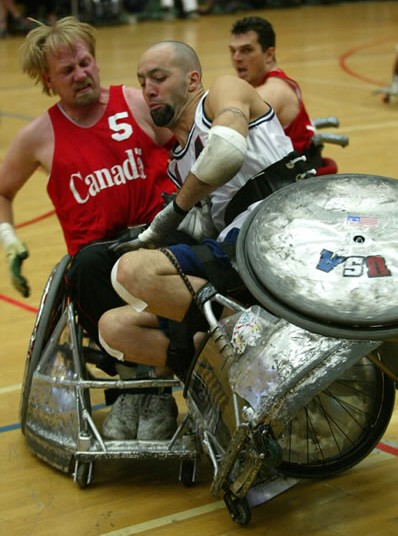
يستخدم لاعبو كرة الرجبي على الكراسي المتحركة كراسي متينة ذات إطارات قوية، وحماية للأقدام، وأغطية للعجلات، وذلك لحماية اللاعبين من الإصابات في هذه الرياضة ذات الطابع التلامسي.
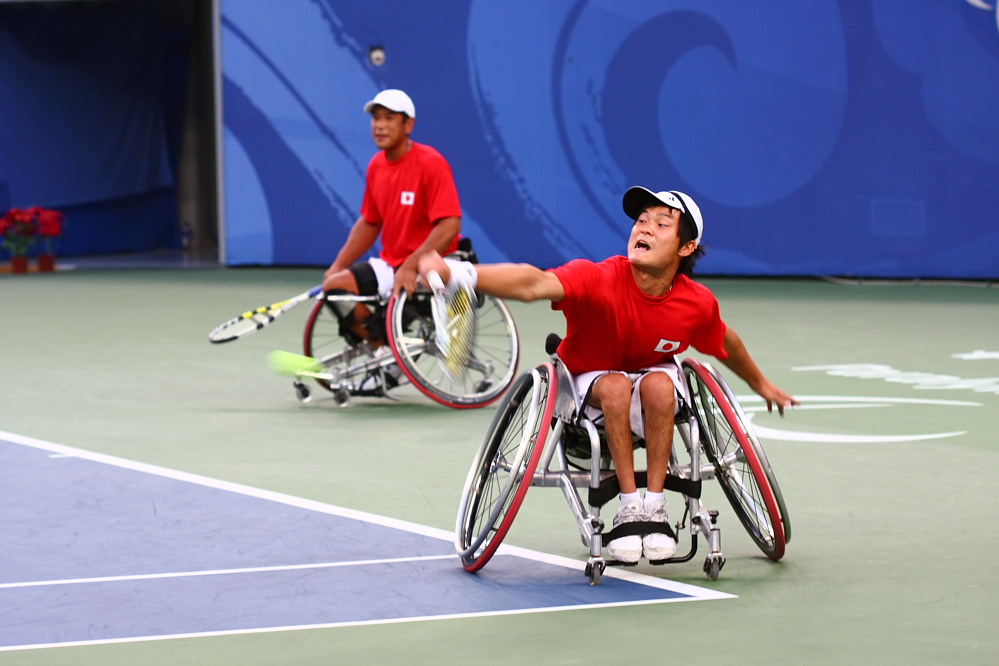
في رياضة التنس على الكراسي المتحركة التي تتطلب مرونة عالية، يستخدم اللاعبون في الألعاب البارالمبية كراسي متحركة ذات قدرة فائقة على المناورة، مما يتيح لهم تغيير الاتجاه بسرعة كبيرة.
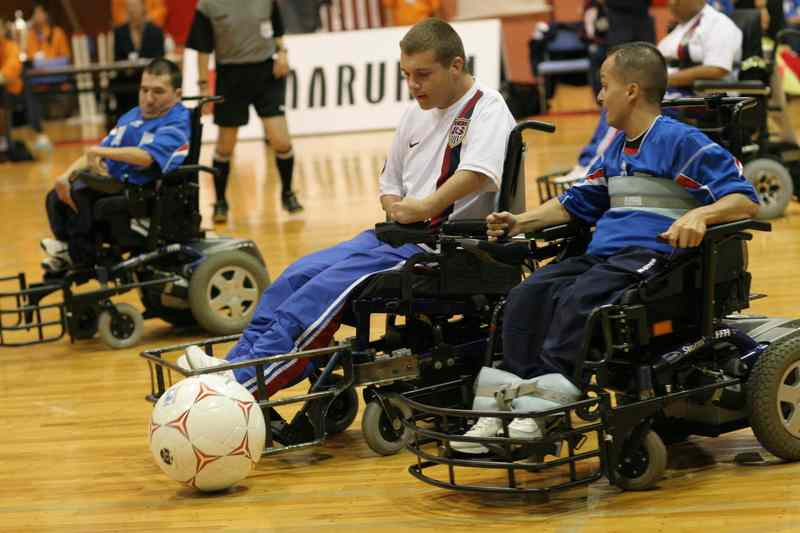
في كرة القدم على الكراسي المتحركة الكهربائية، والمعروفة أيضاً باسم "كرة القدم الكهربائية"، يستخدم ملحقًا فوق مسند القدمين في الكرسي المتحرك الكهربائي لضرب الكرة أو دفعها.

## الأطراف الاصطناعية
تأتي الأجهزة الاصطناعية في مجموعة متنوعة من التصاميم المناسبة لأغراض رياضية مختلفة. يمكن تصميم الأرجل الاصطناعية لتسلق الصخور، أو الجري، أو القفز. تُصمم التكنولوجيا لتحقيق أهداف مثل كفاءة المشي عند الجري. تستمر التكنولوجيا في التحسن لتلبية متطلبات الرياضيين الذين يضعون تحديات رياضية أعلى لأنفسهم أكبر من أي وقت مضى. 
في عام 2008، أثارت الجمعية الدولية لألعاب القوى (IAAF) جدلاً عالمياً عند تأسيسها القاعدة 144.2(e)، التي تحظر استخدام الأجهزة التقنية التي تمنح ميزة تنافسية. وقد خاض الرياضي الجنوب أفريقي أوسكار بيستوريوس ، الذي استخدم ساقين اصطناعيتين لتخزين الطاقة، معركة من أجل حقه في المنافسة ضد الرياضيين القادرين بدنياً في أولمبياد وبطولات بارالمبية 2008. وقد حصل على الحق في المنافسة، رغم أنه لم يكن قد حقق الوقت المؤهل للمسابقات التقليدية للقادرين بدنياً. 

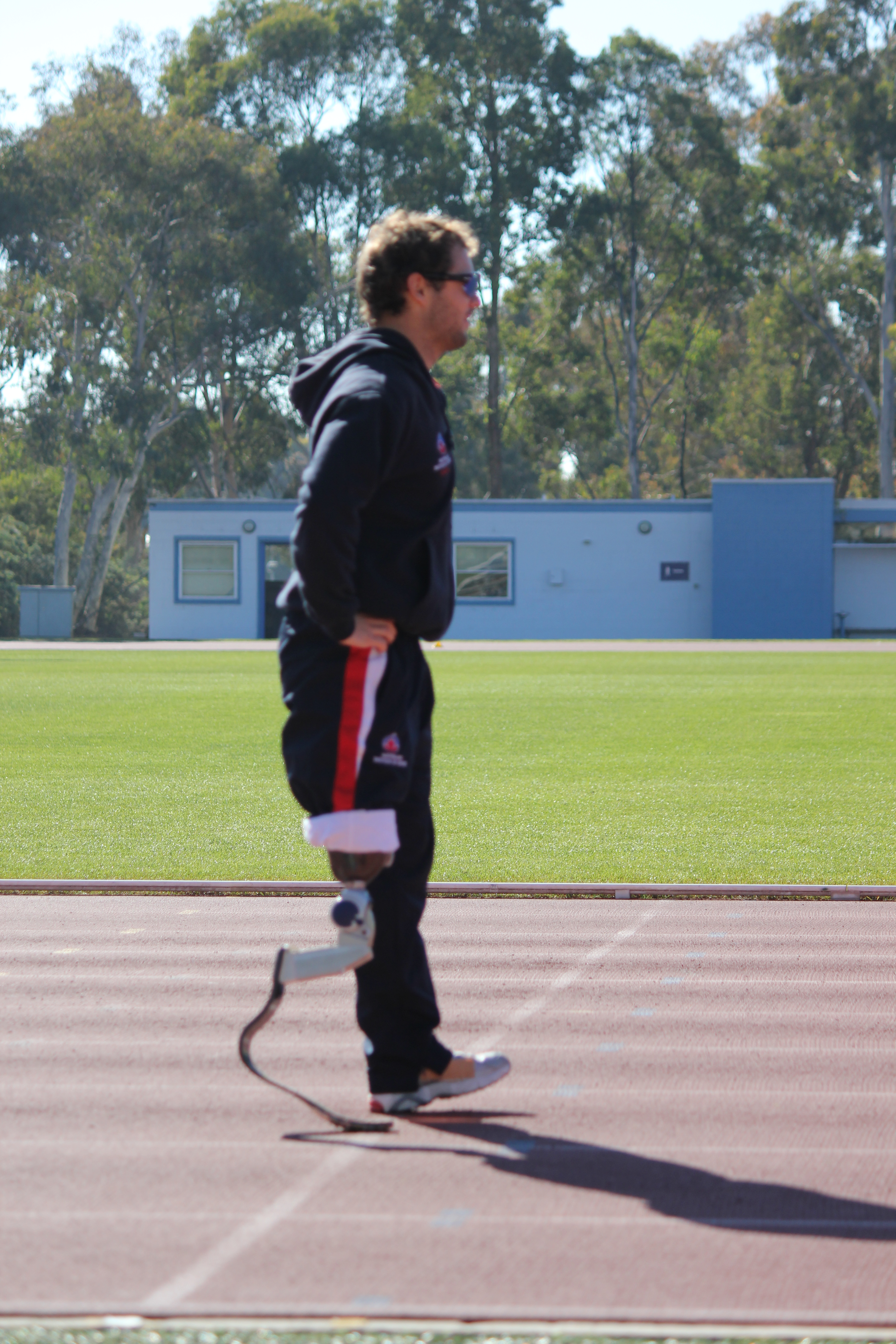
يستخدم رياضي بارالمبي على المضمار ساقًا صناعية مصممة خصيصًا للسباق.
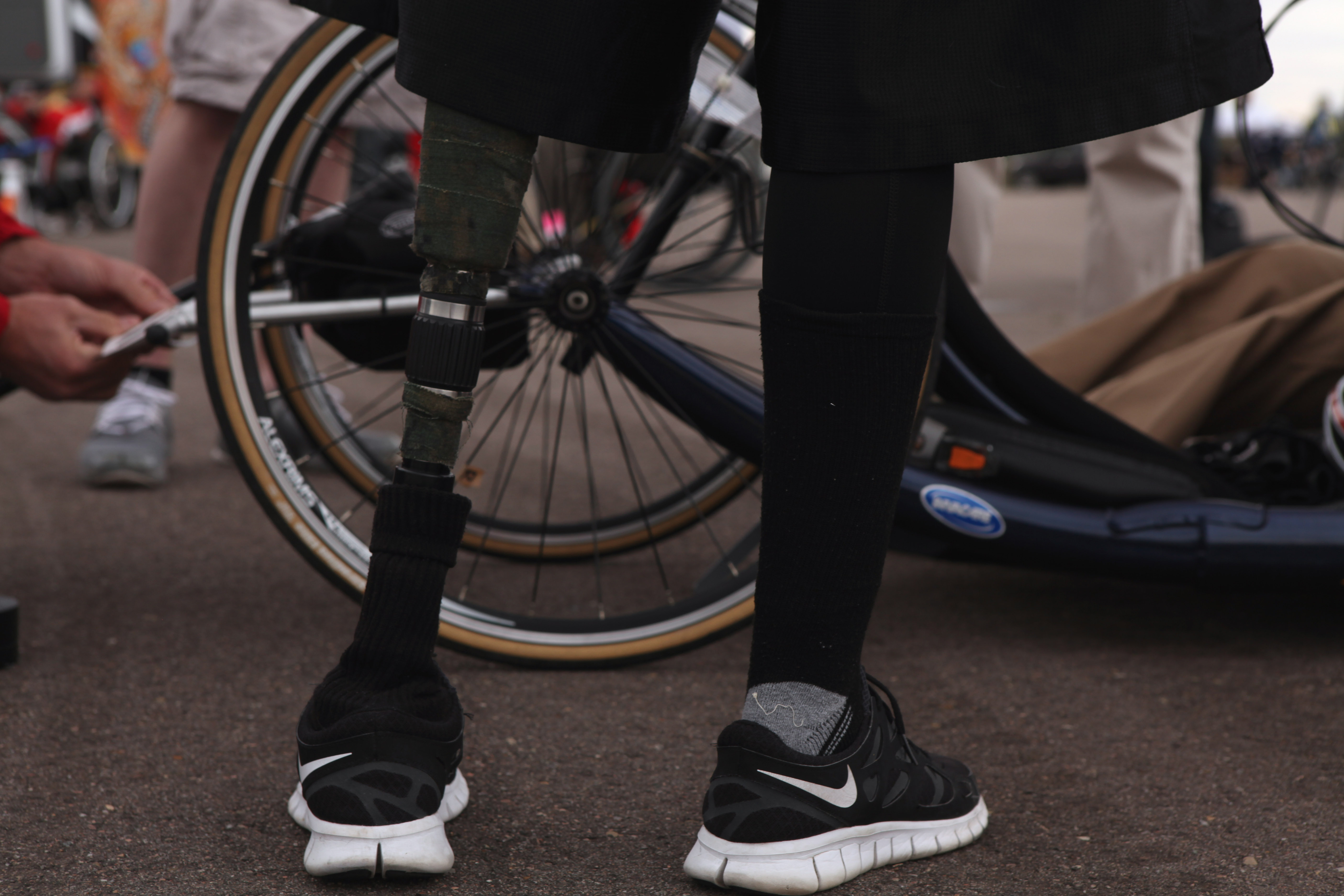
تُصمم ساق صناعية للدراجات الهوائية، مع تعديلات تتيح تثبيت القدم الصناعية على الدواسة أثناء الركوب.
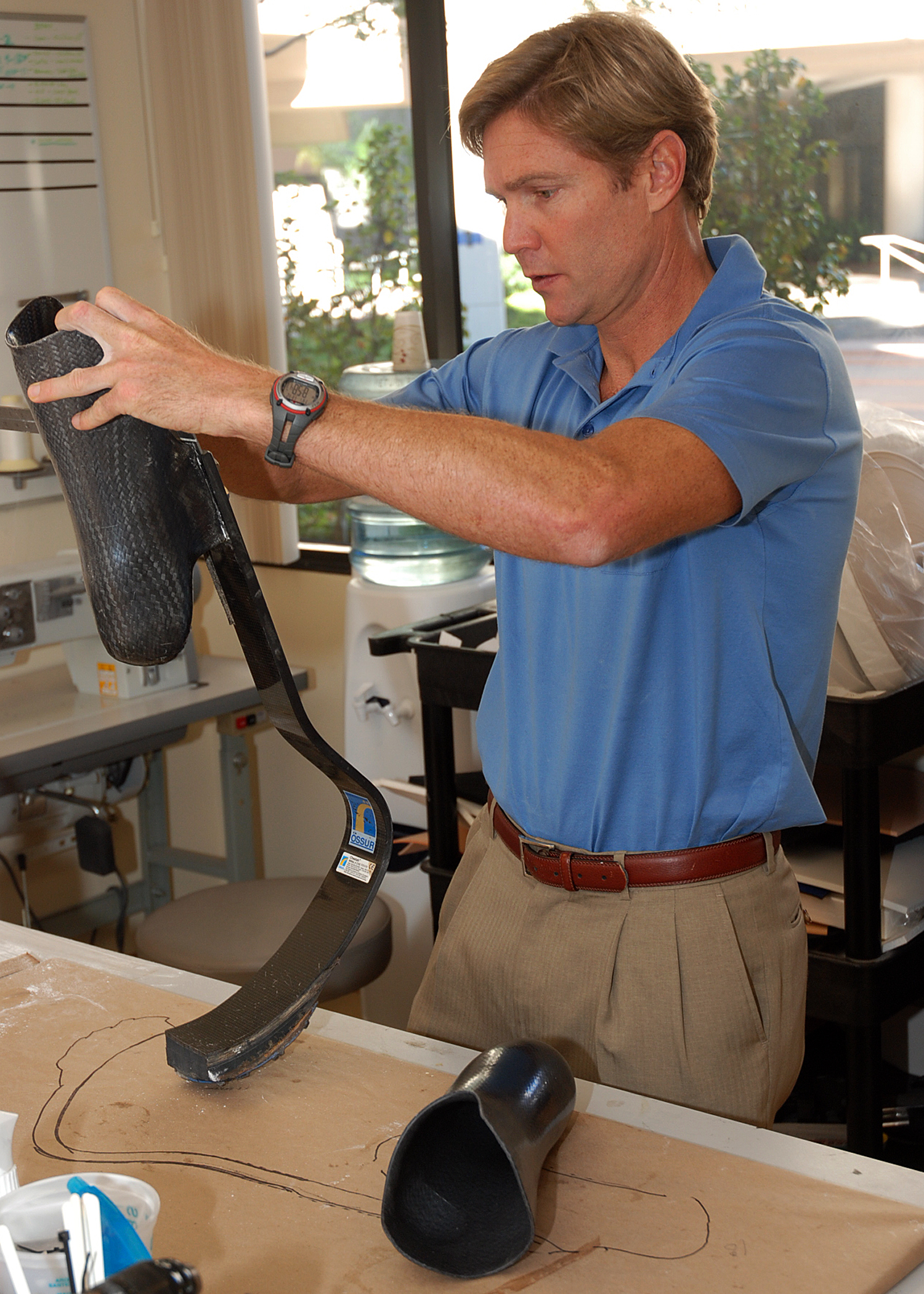
قسم الأطراف الصناعية في مركز الطب العسكري البحري في سان دييغو يقوم بتصميم ساق عالية الأداء من الكربون تدعى "الشاف" خصيصًا للعدو السريع.
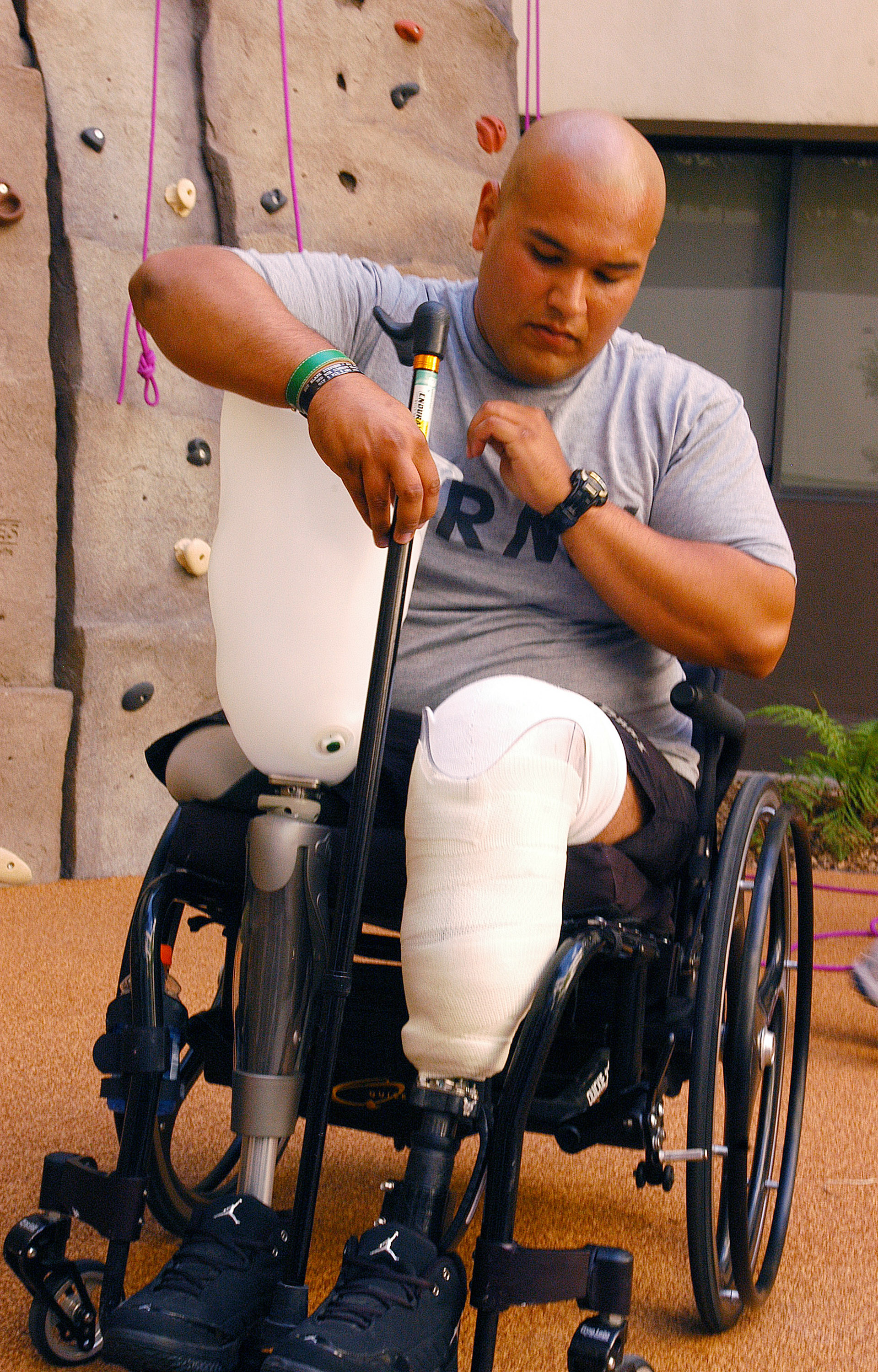
تُسهم الأطراف الصناعية المصممة خصيصًا في تسهيل تسلق الجدران الصخرية.

## التصنيف الوظيفي
تُستخدم أنظمة التصنيف الوظيفية لتقييم وتصنيف الرياضيين في الرياضات النخبوية. حيث يحدد التصنيف نوع ومدى استخدام التكنولوجيا المساعدة من قبل الرياضي.

## المنظمات
تعمل المنظمات والجمعيات على المستوى الوطني والدولي على دعم تطوير الرياضة والترفيه التكيفي، وذلك غالباً ما يكون من خلال استخدام التكنولوجيا المساعدة للرياضيين. وتزداد هذه المنظمات عددًا ونطاقاً.
- اللجنة البارالمبية الدولية - الهيئة العالمية المسؤولة عن العديد من الألعاب الرياضية حتى مستوى المنافسة الدولية.
- الرياضة للمعاقين في الولايات المتحدة الأمريكية - المنظمة الوطنية التي تقدم أكثر من 40 رياضة تكيفية مختلفة لأكثر من 60 ألف شخص من ذوي الإعاقة في الولايات المتحدة من خلال شبكة تضم أكثر من 100 فرع مجتمعي. [11] [12]
- مجلس النشاط البدني المكيف (APAC)، وهو مجلس تابع للجمعية الأمريكية للنشاط البدني والترفيه

## العقبات
لقد جعلت التكنولوجيا المساعدة ممارسة الرياضة في متناول العديد من الرياضيين الذين لم يكونوا ليتمكنوا من ممارسة الرياضة لولا هذه التكنولوجيا. ومع ذلك، فإن لها عيوبها. فهذه التكنولوجيا مكلفة، مما يعني أن العديد من الأشخاص لن يتمكنوا من الوصول إليها. قد يتم إساءة استخدام هذه التكنولوجيا من قبل البعض الذين يستخدمونها رغم عدم حاجتهم الفعلية إليها. وقد صدرت قرارات بأن الرياضيين الذين يستخدمون التكنولوجيا المساعدة قد يكون لديهم ميزة على الرياضيين "القادرين بدنياً".